# Stige (astronomia)
Stige, formalmente (134340) V Stix, è un satellite naturale di Plutone, la cui scoperta è stata annunciata l'11 luglio 2012 da un team di astronomi capeggiato da Mark Showalter. Inizialmente era conosciuto come S/2012 (134340) 1 o, informalmente, P5.
Per scoprire il satellite, sono stati utilizzati quattordici set di immagini riprese tra il 26 giugno e il 9 luglio 2012 utilizzando la Wide Field Camera 3 del telescopio spaziale Hubble.

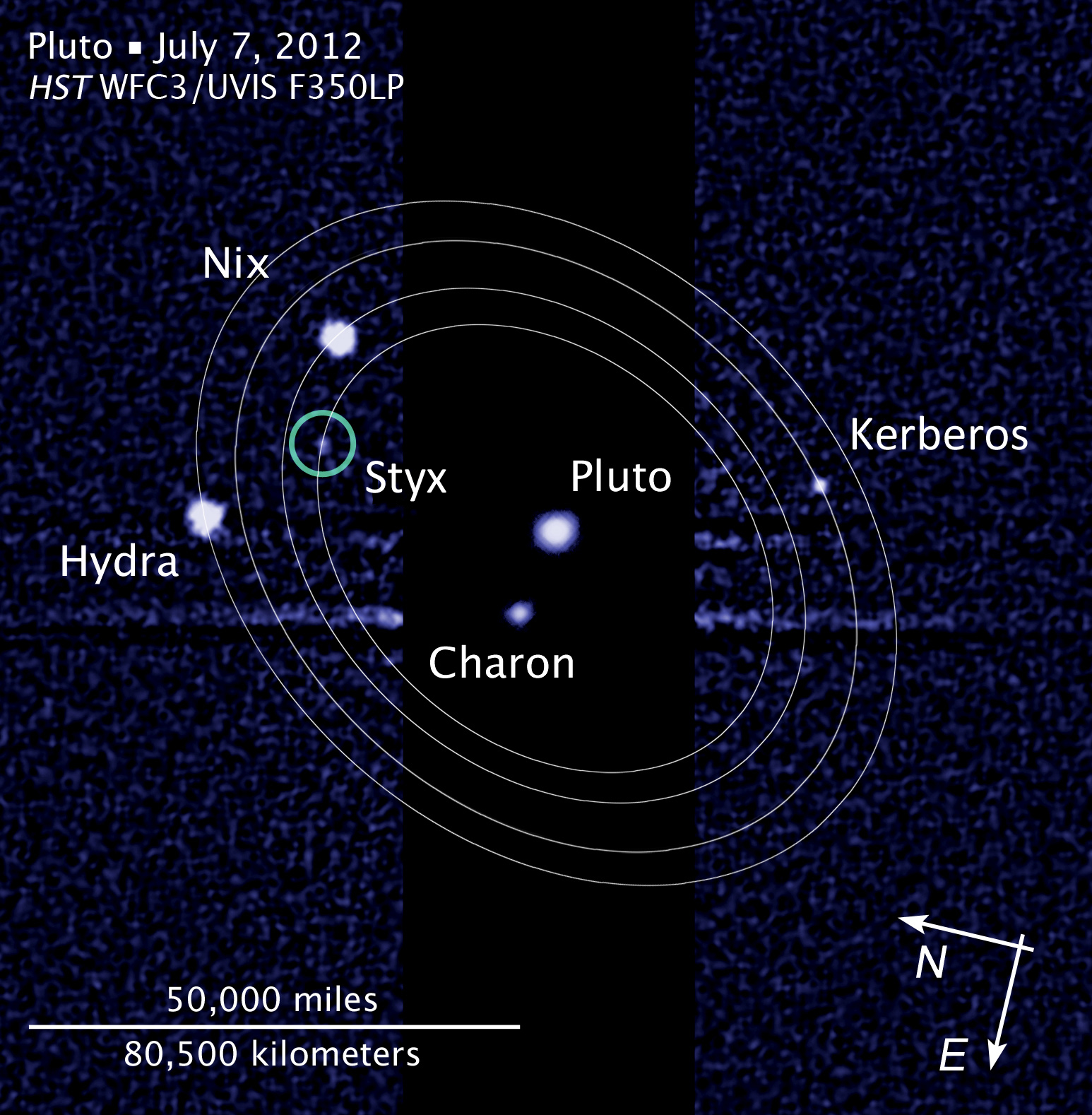
Immagine del telescopio spaziale Hubble della scoperta del satellite (nel cerchietto), con le orbite delle lune in sovraimpressione. La luminosità di Plutone e Caronte è stata molto diminuita rispetto a quella delle altre lune.

Stige è il quinto satellite conosciuto di Plutone nonché il più piccolo del sistema plutoniano.

## Denominazione
Nel 1940, quando ancora nessuna delle lune di Plutone era stata scoperta, lo scrittore Edmond Hamilton fece riferimento a tre lune di Plutone nel suo romanzo fantascientifico Calling Captain Future, nominandole Caronte, Stige e Cerbero.
La convenzione per la denominazione dei satelliti di Plutone è quella di scegliere nomi legati al dio Plutone e al mondo sotterraneo della mitologia classica. Il team di scoperta doveva proporre un nome formale per S/2011 all'Unione Astronomica Internazionale; essendo già noti tre satelliti di Plutone, Cerbero e Stige furono provvisoriamente chiamati "P4" e "P5". Il leader del gruppo Mark Showalter e il SETI Institute avviarono nel 2013 un sondaggio online affinché il pubblico potesse esprimere alcune preferenze su nomi comuni da attribuire ai nuovi satelliti. I partecipanti potevano scegliere un nome da un elenco di nomi mitologici legati al dio Plutone o proporre altri nomi.
Dopo l'annuncio iniziale, William Shatner, l'attore che interpreta il capitano James T. Kirk nel franchise di Star Trek, propose i nomi Vulcano e Romolo per i due nuovi satelliti scoperti, riferendosi al dio del fuoco Vulcano (nipote di Plutone) e Romulus (in latino, il fondatore di Roma), ma anche ai pianeti immaginari Vulcano e Romulus dell'universo di Star Trek.
Dopo il tweet di Shatner Vulcano è stato il nome che ha ottenuto il maggior numero di voti, mentre Cerberus (il cane che custodisce gli inferi di Plutone) è arrivato secondo e Styx (l'eponima dea fluviale degli inferi) fu la terza scelta del pubblico. I nomi vincitori furono inviati all'Unione Astronomica Internazionale, tuttavia, l'UAI rigettò il nome Vulcano per non essere un dio degli inferi e perché quel nome era già stato scelto per designare un ipotetico pianeta situato all'interno dell'orbita di Mercurio, oltre a dare il nome anche alla classe degli asteroidi vulcanoidi.
Il 2 luglio 2013, l'UAI ha annunciato l'approvazione dei nomi Styx per P5 e Kerberus per P4, preferendo per quest'ultimo usare la dizione greca Kerberus, invece del latino Cerberus, per evitare confusione con l'asteroide 1865 Cerberus.

## Origine
L'inattesa complessità del sistema di lune che circonda Plutone potrebbe essere il risultato di una collisione tra il pianeta ed un altro corpo massivo della fascia di Kuiper nel lontano passato.

## Caratteristiche
Il diametro stimato in origine tramite la valutazione della magnitudine era compreso tra i 10 ed i 25 km, utilizzando come valori estremi di albedo 0,35 e 0,4.
Dopo le misurazioni fornite dalla sonda New Horizons si è scoperto che la luna ha una forma piuttosto irregolare di 5 km × 7 km. Si ipotizza che il processo di formazione della luna abbia prodotto un corpo composto principalmente da ghiaccio d'acqua.
Il satellite percorre la sua orbita circolare, il cui raggio è circa 45 000 km, in 20,2 giorni. Così come per Cerbero, l'inclinazione orbitale è di circa 0°.